# Longwan, Guangdong
Longwan (kinesiska: 龙湾) är en köping i sydöstra Kina. Den ligger i Luoding i staden Yunfu i provinsen Guangdong, omkring 220 kilometer väster om provinshuvudstaden Guangzhou. Antalet invånare är 20 093. Befolkningen består av 10 145 kvinnor och 9 948 män. Barn under 15 år utgör 30 %, vuxna 15-64 år 57 %, och äldre över 65 år 12,0 %.